# زواج المثليين في تايلاند
أصبح زواج المثليين مشروعًا في تايلاند منذ 23 يناير 2025. عُرض قانون تشريع زواج المثليين الذي يحظى بدعم حكومة رئيس الوزراء سريتا تافيسين وأحزاب المعارضة الرئيسية على الجمعية الوطنية التايلندية في نوفمبر 2023. أقره مجلس النواب التايلندي بأغلبية 400 صوت مقابل 10 في 27 مارس 2024، ومجلس الشيوخ التايلندي بأغلبية 130 صوتًا مقابل 4 في 18 يونيو. حصل القانون على الموافقة الملكية من الملك فاجيرالونغكورن في 12 أغسطس 2024 ونُشر في الجريدة الرسمية في 24 سبتمبر 2024. دخل القانون حيز التنفيذ في 23 يناير 2025 بعد 120 يومًا من تعميمه. كشفت الاستطلاعات أن أغلب التايلانديين يؤيدون الاعتراف بزواج المثليين قانونيًا.
لم تعترف تايلاند قبل ذلك بأي شكل من أشكال اتحاد المثليين. استبدل القانون مصطلحي «الرجل والمرأة» و«الزوج والزوجة» في القانون المدني والتجاري بمصطلحي «الأفراد والأزواج»، وسمح بتبني المثليين للأطفال معًا. قُدمت العديد من مشاريع القانون بشأن الاتحاد المدني وزواج المثليين إلى البرلمان قبل ذلك لكن لم تُقر. تعد تايلاند أول دولة في جنوب شرق آسيا، والثانية في قارة آسيا بعد تايوان والثمانية والثلاثين في العالم تُشرع زواج المثليين.

## الاتحاد المدني
شكلت حكومة رئيسة الوزراء ينغلاك شيناواترا لجنة لصياغة تشريع بهدف الاعتراف القانوني بزواج المثليين بصفته أحد أشكال الاتحاد المدني. عقدت إدارة حماية الحقوق والحريات ولجنة الشؤون القانونية والعدالة وحقوق الإنسان في البرلمان أول جلسة استماع عامة بشأن مشروع قانون الشراكة المدنية الذي صاغه رئيس اللجنة، فيرون فينسين. حظي مشروع القانون بدعم من الحزبين بحلول عام 2014، لكن توقف بسبب انقلاب 2014 في تايلاند. كشفت وسائل الإعلام في النصف الثاني من عام 2014 أن مشروع القانون المُسمى الشراكة المدنية (بالتايلاندية: พระราชบัญญัติคู่ชีวิต) سيُعرض على الجمعية الوطنية التايلاندية الذي عينها المجلس العسكري. كان من شأن هذا القانون أن يمنح الأزواج المثليين بعض حقوق زواج الجنسين، لكنه تعرض للانتقادات لرفعه الحد الأدنى لسن الزواج من 17 إلى 20 عامًا، ولإغفاله حقوق التبني.
استجابت الحكومة في عام 2017 بشكلٍ إيجابي لعريضة وقعها 60 ألف شخص تطالب بتقنين الاتحاد المدني بين المثليين. أكدت بيتيكان سيثيدي المديرة العامة لإدارة حماية الحقوق والحريات، استلامها العريضة وأنها «ستبذل قصارى جهدها» لتقر القانون بأسرع ما يمكن. انعقدت وزارة العدل في 4 مايو 2018 لبدء المناقشات حول صياغة مشروع قانون الاتحاد المدني بعنوان مشروع قانون تسجيل الاتحاد المدني بين المثليين. كان سيحصل الأزواج المثليون بموجب هذا القانون على حق أن يُسَجلوا «كشركاء حياة» وسيمنحون بعض حقوق الزواج. نُوقش مشروع القانون في جلسات استماع عامة بين 12 و16 نوفمبر، وأعرب 98% من المشاركين عن دعمهم لمشروع القانون. وافقت الحكومة على مشروع القانون في 25 ديسمبر 2018. وافقت الحكومة الجديدة التي تشكلت بعد انتخابات 2019 في 8 يوليو 2020 على مسودة جديدة لمشروع القانون وقدمتها إلى الجمعية الوطنية. لم يُقر القانون قبل نهاية العام مع ذلك.
أصبحت منطقة دوسيت في بانكوك في 14 فبراير 2023 أول منطقة قضائية في تايلاند تُصدر شهادات شراكة (بالتايلاندية: ใบรับการแจ้งชีวิตคู่) للأزواج المثليين. لا تعد الشهادات مُلزمة قانونيًا، لكن يُعتد بها كدليل على توثيق العلاقة. أعلنت أيضًا المنطقة أنها ستستدل من خلال الشهادات على عدد الشركاء المثليين الذين يرغبون في الزواج.

## الرأي العام
كانت نتائج استطلاعات الرأي دائمًا لصالح الاعتراف بزواج المثليين قانونيًا.  كشف استطلاع للرأي أجرته مؤسسة يوغوف عام 2019 على 1025 مشاركًا أن 63 بالمائة من الشعب التايلاندي يؤيد تقنين الاتحاد المدني بين المثليين، بينما يعارضه 11 بالمائة وفضل 27 بالمائة عدم الإجابة. أيد 69 بالمائة ممن تتراوح أعمارهم بين 18 و34 عامًا الاتحاد المدني، بينما عارضه 10 بالمائة. أيد التقنين 56 بالمائة ممن تتراوح أعمارهم بين 35 و54 عامًا (وعارضه 33 بالمائة)، وأيده 55 بالمائة ممن تبلغ أعمارهم 55 عامًا فأكثر (وعارضه 33 بالمائة). أيد 66 بالمائة ممن يحملون شهادات جامعية (وعارضه 10 بالمائة)، وأيده 57 بالمائة ممن لا يحملون شهادات جامعية (وعارضه 12 بالمائة). أيد 68 بالمائة من ذوي الدخل المرتفع الاتحاد المدني (وعارضه 7 بالمائة)، وأيده 55 بالمائة من ذوي الدخل المنخفض (وعارضه 33 بالمائة). أجاب 68% من النساء بالموافقة (وعارضه 7 بالمائة)، كما أجاب 57 بالمائة من الرجال بالموافقة (وعارضه 14 بالمائة).
كشف استطلاع رأي أجراه المعهد الوطني لإدارة التنمية (NIDA) عام 2022 أن 80% من سكان تايلاند يدعمون زواج المثليين. كشف استطلاع رأي أجراه مركز بيو للأبحاث بين يونيو وسبتمبر 2022 أن 60% من التايلانديين يؤيدون زواج المثليين (24% يؤيدونه «بشدة» و36% يعارضونه إلى «حدٍ ما»)، بينما عارضه 32% (18% يعارضونه «بشدة» و14% يعارضونه إلى «حدٍ ما»). بلغت نسبة الدعم بين البوذيين 68%، وهي أعلى نسبة دعم بينما كانت النسبة الأدنى بين المسلمين، إذ بلغت 14% فقط. احتلت تايلاند المركز الثاني من حيث مستوى الدعم من بين دول جنوب شرق آسيا الست التي شملها الاستطلاع، بعد فيتنام التي وصل الدعم فيها إلى 65%، لكنها تقدمت على كمبوديا بنسبة 57% وسنغافورة بنسبة 45% وماليزيا بنسبة 17% وإندونيسيا بنسبة 5%. كشف استبيان أجرته الحكومة بين 31 أكتوبر و14 نوفمبر 2023 أن 96.6% من الجمهور التايلاندي يؤيدون مشروع قانون زواج المثليين. تمركزت المعارضة بشكلٍ أساسي بين الأقلية المسلمة في تايلاند.